# Gällstads landskommun
Gällstads landskommun var en tidigare kommun i dåvarande Älvsborgs län.

## Administrativ historik
Kommunen inrättades i Gällstads socken i Kinds härad i Västergötland när 1862 års kommunalförordningar trädde i kraft.
Vid kommunreformen 1952 uppgick landskommunen i Åsundens landskommun som 1974 uppgick i Ulricehamns kommun.

## Politik

### Mandatfördelning i Gällstads landskommun 1938-1946
| 8 | 1 | 4 | 2 | 5 |

| 19 |

| 9 | 5 | 2 | 4 |

| 18 |